# Tamburaški orkester Prosvetnega društva Cirkovce
Tamburaški orkester Prosvetnega društva Cirkovce (znan kot Tamburaški orkester Cirkovce) je eden izmed najprepoznavnejših tamburaških orkestrov v Sloveniji. Orkester je začel delovati leta 1975, v okviru Prosvetnega društva Cirkovce, kjer deluje še danes. Vrsto let je orkestru dirigiral Drago Klein, danes pa ga vodi Peter Krajnc. V orkestru trenutno igra 27 članov različnih starosti. Razdeljeni so v posamezne sekcije. Njihov sedež je v Cirkovcah, občina Kidričevo.
Orkester je požel veliko uspehov doma in v tujini, med drugim razne pohvale, zlata in srebrna priznanja, velikokrat pa ga označujejo kot orkester "ki orje ledino", saj je kot prvi tamburaški orkester nastopil s punk bandom in uvedel set bobnov, v Sloveniji pa je poznan tudi kot pobudnik in organizator prve regijske in državne revije tamburaških orkestrov.
Tamburaši igrajo različne žanre, od klasike do rocka, stare tamburaške, pop, slovenske popevke, dalmatinske, ... Na njihovih koncertih se jim velikokrat pridružijo razni solisti (klarinet, flavte, solo petje), zaigrali so pa tudi s številnimi znanimi slovenskimi izvajalci (Korado in Brendi, Rudi Šantl, Melos, Center za Dehumanizacijo, ...). Izdali so tudi tri zgoščenke in eno kaseto. Ob 40. oletnici delovanja so izdali tudi obsežen almanah z njihovo zgodovino.

## Zgodovina
Orkester sta leta 1974 ustanovila Mara Urih in Anton Brglez. Prvi dirigent je bil znani tamburaški dirigent, gospod Franc Hribernik, ki pa je zaradi bolezni vodil samo dvojne vaje. Nadomestil ga je Drago Klein, ki je orkester vodil do leta 1976, nato od 1977 do 1984 in nato od 1994 do 2019. Med leti 1976 in 1977 je orkester vodil Mladen Vuk. Med leti 1984 in 1994 ter od 2019 dalje ga vodi Peter Krajnc.

### Pobudniki prve občinske in državne revije tamburaških orkestrov v SR Sloveniji
Prvi temelji glede občinske revije tamburaških orkestrov so bili postavljeni na sestanku 21.1.1976, v občini Ptuj. Glavni pobudniki so bili Martin Turk, Anton Brglez in Drago Klein. 28.3.1976 je bila ta revija izvedena, v Apačah, to velja tudi za prvi nastop Tamburaškega orkestra Cirkovce zunaj matičnega kraja. 
Po uspešno izpeljani reviji, se je porodila ideja o državni tamburaški reviji, predlog sta podprli tudi Zveza kulturnih organizacij Ptuj (ZKOP) in Zveza kulturnih organizacij Slovenije (ZKOS). Prvo srečanje tamburaških orkestrov na državni ravni je potekalo 19.10.1980 v večnamenski dvorani v Cirkovcah, kjer je potekala tudi druga revija naslednje leto.

### Gostovanja
Prvo gostovanje je bilo leta 1980 na Hrvaškem. Leta 1983 je Tamburaški orkester Cirkovce, po zmagi na tretji republiški reviji tamburaških orkestrov, ki je potekala v Ratečah, s skladbami "Otroška suita", "Koncertni andante" in "Koncertno kolo št. 1", zastopal takratno SR Slovenijo na 11. festivalu tamburaške glasbe v Osijeku.
Kasneje so gostovali na Hrvaškem, v BiH, Srbiji, Avstriji, Nemčiji in Severni Makedoniji.

### Zgoščenke
- ob 25. obletnici (kaseta in zgoščenka)
- ob 30. obletnici
- ob 35. obletnici

## Danes

### Zasedba
- Bisernica 1
- Bisernica 2
- Bisernica 3
- Brač 1
- Brač 2
- Brač 3
- Čelo 1
- Čelo 2
- Bas
- Bugarija 1
- Bugarija 2
- Kitara
- (občasno) bobni
- (občasno) klarinet, flavta, električna kitara, saksofon, solo petje

### Značilnosti
Tamburaški orkester je znan po rednih koncertih, gostovanjih, intervjujih in drugih člankih. Redno se udeležuje medobčinskih in državnih revij, ima tudi več tradicionalnih koncertov (Mestni park Maribor, Ptuj, božični koncerti). Vsakih pet let priredijo velik koncert. 
V letu 2020 so prenovili logotip, spletno stran in repertoar. Lotili so se tudi urejanja arhiva, kjer so našli in popisali več kot 350 skladb.